# Michael Day
Michael Day, conocido como Mike Day (Tarzana, 19 de octubre de 1984), es un deportista estadounidense que compitió en ciclismo en la modalidad de BMX.
Participó en los Juegos Olímpicos de Pekín 2008, obteniendo una medalla de plata en la carrera masculina. Ganó tres medallas en el Campeonato Mundial de Ciclismo BMX entre los años 2005 y 2009.

## Palmarés internacional
| Juegos Olímpicos   | Juegos Olímpicos     | Juegos Olímpicos  | Juegos Olímpicos |
| Año                | Lugar                | Medalla           | Competición      |
| ------------------ | -------------------- | ----------------- | ---------------- |
| 2008               | Pekín (China)        | Medalla de plata  | Carrera          |
| Campeonato Mundial |                      |                   |                  |
| Año                | Lugar                | Medalla           | Competición      |
| 2005               | París (Francia)      | Medalla de plata  | Carrera          |
| 2006               | São Paulo (Brasil)   | Medalla de bronce | Carrera          |
| 2009               | Adelaida (Australia) | Medalla de plata  | Carrera          |